# Kagarama (Sektor)
Kagarama ist einer von 10 Sektoren des Distrikts Kicukiro in Kigali.

## Geographie
Der Sektor hat eine Fläche von 7,99 km² und liegt auf einer Höhe von etwa 1430 m. Nachbarsektoren sind im Norden Niboye, im Nordosten Rubirizi, im Osten Kanombe, im Süden Gahanga und im Westen Gatenga.  Der Sektor unterteilt sich in die drei Zellen Kanserege, Muyange und Rukatsa.

## Kultur
Im Sektor befindet sich in der Zelle Rukatsa das Nyanza Genocide Memorial, an dem 96.000 Opfer des Völkermords von 1994 bestattet sind. Eine jährliche Gedenkfeier wird anlässlich eines Massakers an der École Technique Officielle (ETO) am 11. April abgehalten. In Kagarama liegt zudem der Hauptsitz der National Union of Disability Organizations in Rwanda (NUDOR), dem Dachverband für Behindertenverbände in Ruanda.

## Bevölkerung
Nach Stand der Volkszählung von 2022 liegt die Einwohnerzahl bei 21.277. Zehn Jahre zuvor waren es 14.385, was einem jährlichen Bevölkerungszuwachs von 4,0 Prozent zwischen 2012 und 2022 entspricht.

## Verkehr
Der Sektor grenzt im Westen an die Nationalstraße 5.